# Deelnemers UEFA-toernooien Sovjet-Unie
Deze tabel bevat de deelnemende clubs uit Sovjet-Unie in de verschillende UEFA-toernooien per seizoen.

## Deelnemers UEFA-toernooien Sovjet-Unie
NB Klikken op de clubnaam geeft een link naar het Wikipedia-artikel over het betreffende toernooi in het betreffende seizoen.
| Seizoen | Europacup I            | Europacup II               |                                             |                                 |
| ------- | ---------------------- | -------------------------- | ------------------------------------------- | ------------------------------- |
| 1965-66 |                        | Dynamo Kiev                |                                             |                                 |
| 1966-67 | Torpedo Moskou         | Spartak Moskou             |                                             |                                 |
| 1967-68 | Dynamo Kiev            | Torpedo Moskou             |                                             |                                 |
| 1968-69 |                        | Dinamo Moskou              |                                             |                                 |
| 1969-70 | Dynamo Kiev            | Torpedo Moskou             |                                             |                                 |
| 1970-71 | Spartak Moskou         | Karpaty Lviv               |                                             |                                 |
| Seizoen | Europacup I            | Europacup II               | UEFA Cup                                    | UEFA Cup                        |
| 1971-72 | CSKA Moskou            | Dinamo Moskou              | Spartak Moskou                              |                                 |
| 1972-73 | Dynamo Kiev            | Spartak Moskou             | Ararat Erevan                               | Dinamo Tbilisi                  |
| 1973-74 | Zarja Vorosjilovgrad   | Torpedo Moskou             | Dynamo Kiev                                 | Dinamo Tbilisi                  |
| 1974-75 | Ararat Erevan          | Dynamo Kiev                | Dinamo Moskou                               | Spartak Moskou                  |
| 1975-76 | Dynamo Kiev            | Ararat Erevan              | Torpedo Moskou Tsjernomorets Odessa         | Spartak Moskou                  |
| 1976-77 | Dynamo Kiev            | Dinamo Tbilisi             | Dinamo Moskou                               | Sjachtar Donetsk                |
| 1977-78 | Torpedo Moskou         | Dinamo Moskou              | Dynamo Kiev                                 | Dinamo Tbilisi                  |
| 1978-79 | Dynamo Kiev            | Sjachtar Donetsk           | Torpedo Moskou                              | Dinamo Tbilisi                  |
| 1979-80 | Dinamo Tbilisi         | Dinamo Moskou              | Dynamo Kiev                                 | Sjachtar Donetsk                |
| 1980-81 | Spartak Moskou         | Dinamo Tbilisi             | Dynamo Kiev Dinamo Moskou                   | Sjachtar Donetsk                |
| 1981-82 | Dynamo Kiev            | Dinamo Tbilisi CSKA Rostov | CSKA Moskou Zenit Leningrad                 | Spartak Moskou                  |
| 1982-83 | Dynamo Kiev            | Torpedo Moskou             | Dinamo Moskou Dinamo Tbilisi                | Spartak Moskou                  |
| 1983-84 | Dinamo Minsk           | Sjachtar Donetsk           | Dynamo Kiev                                 | Spartak Moskou                  |
| 1984-85 | Dnjepr Dnjepropetrovsk | Dinamo Moskou              | Dinamo Minsk                                | Spartak Moskou                  |
| 1985-86 | Zenit Leningrad        | Dynamo Kiev                | Dnjepr Dnjepropetrovsk Tsjernomorets Odessa | Spartak Moskou                  |
| 1986-87 | Dynamo Kiev            | Torpedo Moskou             | Dnjepr Dnjepropetrovsk Dinamo Minsk         | Spartak Moskou                  |
| 1987-88 | Dynamo Kiev            | Dinamo Minsk               | Dinamo Moskou Zenit Leningrad               | Spartak Moskou Dinamo Tbilisi   |
| 1988-89 | Spartak Moskou         | Metalist Charkov           | Dnjepr Dnjepropetrovsk Dinamo Minsk         | Torpedo Moskou Zalgiris Vilnius |
| 1989-90 | Dnjepr Dnjepropetrovsk | Torpedo Moskou             | Zenit Leningrad Dynamo Kiev                 | Spartak Moskou Zalgiris Vilnius |
| 1990-91 | Spartak Moskou         | Dynamo Kiev                | Dnjepr Dnjepropetrovsk Tsjernomorets Odessa | Torpedo Moskou                  |
| 1991-92 | Dynamo Kiev            | CSKA Moskou                | Dinamo Moskou Spartak Moskou                | Torpedo Moskou                  |